# Коромысло зелёное
Коромысло зелёное (Aeshna viridis) — вид стрекоз семейства коромысловых (Aeshnidae).

## Описание

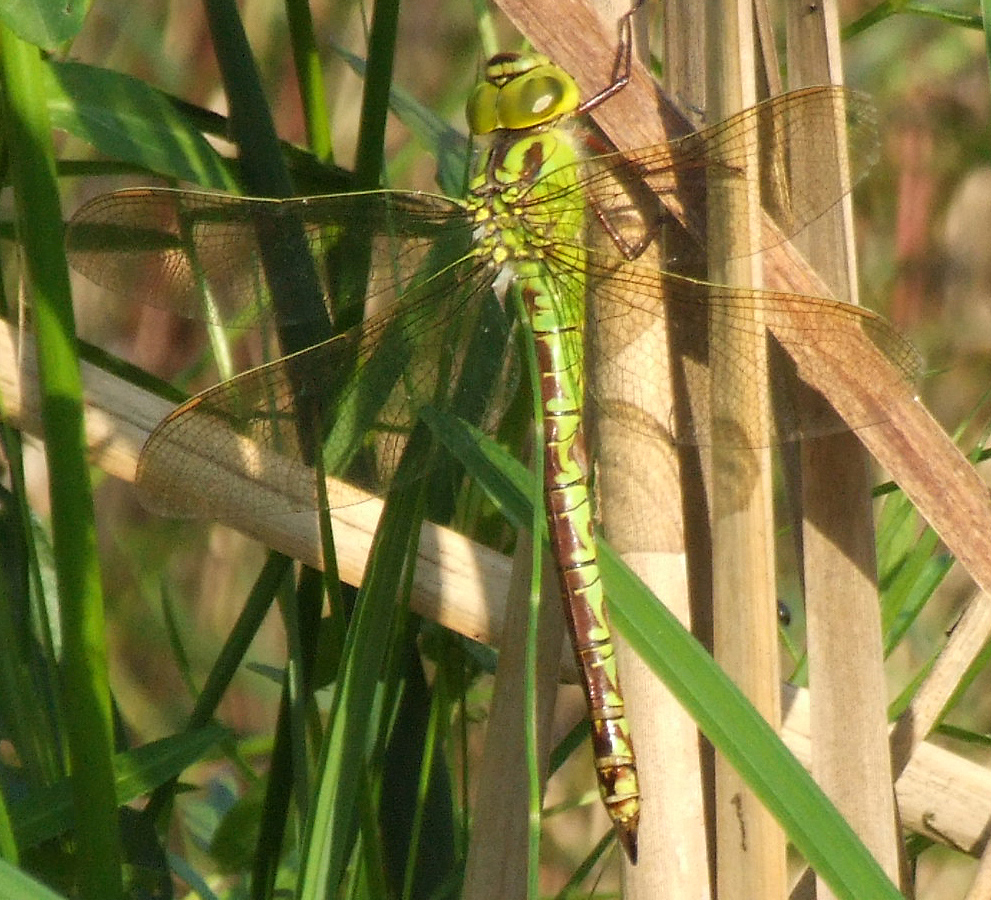
Самка

Длина тела стрекоз достигает 65—75 мм.
Длина брюшка самца 48—52 мм, самки — 47—54 мм. Длина задних крыльев самца 38—41 мм, самки — 41—45 мм. Весьма крупный вид. Глаза соприкасаются друг с другом.
Тело пёстро окрашенное, светло-зелёного или голубого (у самца) цвета. На лбу находится полный Т-образный чёрный рисунок. На груди имеются голубые пятнышки в основании крыльев. Доплечевые полоски светло-зелёного цвета, полные и широкие, шире тёмных полос между ними. Бока груди зелёного цвета, на швах с узкими черными полосами. 8-й и 9-й тергиты брюшка сверху с парой обособленных голубых или зелёных пятен каждый. Сверху сегменты брюшка с тёмными вдавлениями в виде чёрточек и точек Крылья прозрачные, птеростигма тёмно-серого цвета, диаметром более 3 мм. Жилки крыльев чёрного цвета. Яйцеклад у самки с боковыми пластинками, его основная пластинка сзади без глубокой выемки. Яйцеклад короткий, его задний конец не заходит за конец последнего сегмента брюшка.

## Ареал
Транспалеарктический вид.
На Украине вид зарегистрирован в Полесье, Западной Лесостепи, Киевской, Черниговской, Полтавской, Херсонской областях. Обитает в Крыму. В Беларуси ареал охватывает территорию всей страны — встречается на низинных болотах и в поймах рек, редок на всей территории республики.

## Биология
Время лёта: конец июня — начало октября. Стрекозы встречаются у озёр, прудов, стариц и заводей рек с плавающими гидрофитами. Населяет стоячие и слабопроточные водоёмы с илистым дном, при обязательном наличии зарослей телореза, рогоза, камыша и кустарниковой растительности. Вид тесно связан с телорезом, в листья которого самками обычно откладываются яйца. Однако, вид встречается и при полном отсутствии этого растения. Часто залетает на территорию городов. При посадке стрекозы принимают позу со свисающим вниз брюшком. Охотятся около водоемов, отлетая не более чем на 500 м от них. Наиболее активны в вечерние часы. Ночуют в кронах прибрежных деревьев и в зарослях водных растений. Проявляют территориальное поведение — самцы охраняют индивидуальные участки вдоль берега водоёма. Самки откладывают яйца опускаясь в воду, при этом сползая по стеблям растений. Стадия яйца длится около 9 месяцев. Стадия развития личинок длится 1,5—2 года. Они ведут малоподвижный образ жизни. Питаются личинками комаров, подёнок и др. насекомых, дафниями, водными осликами. Наев определённую массу тела, уходят на зимовку. После не менее 5 линек, в июне выбираются из воды по стеблям растений и на них же превращаются во взрослых стрекоз.

## Охрана
Вид включён в Красную книгу Республики Беларусь (II категория), и в Красную книгу Литвы. Охраняется в Европе (приложение II Бернской конвенции).